# Provincetown Players
Les Provincetown Players étaient un collectif d’artistes, écrivains, intellectuels et amateurs de théâtres. Sous la direction du couple George Cram Cook - Susan Glaspell, les Players se produisent en 1915 et 1916 à Provincetown et de 1916 à 1923 à New York. La fondation de la troupe est parfois qualifiée de mouvement le plus innovateur de l’histoire du théâtre américain. Elle fait connaître Eugene O'Neill et Susan Glaspell.

## Fondation à Provincetown
Les Provincetown Players commencent leur activité en juillet 1915. Provincetown est un avant-poste estival populaire pour de nombreux artistes et écrivains, résidents bohèmes de Greenwich Village, New York. Le 22 juillet 1915, un groupe d'amis déçus par le caractère commercial de Broadway organise une soirée de divertissement lors de laquelle sont jouées deux pièces en un acte : Constance de Neith Boyce et Suppressed Desires de Susan Glaspell et George Cram Cook sont donc jouées au domicile de Hutchins Hapgood et Neith Boyce.
Après le succès de la première performance, une nouvelle représentation est organisée chez Mary Heaton Vorse. Les deux pièces sont à nouveau jouées en août, et deux nouvelles pièces sont écrites pour septembre : Change Your Style de George Cram Cook et Contemporaries de Wilbur Daniel Steele,.
Les Provincetown Players signent pour une saison 1916 à Lewis Wharf, le lieu fourni par Mary Heaton Vorse. Les pièces sont financées en partie par une campagne d’abonnement dans laquelle Cook affirme que l’objectif du groupe est de donner aux écrivains américains l’opportunité de travailler librement sur leurs idées.

## New York
En septembre 1916, avant de quitter le Massachusetts, le groupe se réunit et, dirigé par Cook et John Reed, crée officiellement la troupe « The Provincetown Players », avant de voter la production d’une saison à New York. Cook est élu président de l'organisation nouvellement constituée. Les Players sont fondés pour « établir une scène où les dramaturges à but sincère, poétique, littéraire et dramatique pourraient voir leurs pièces en action et superviser leur production sans se soumettre à l'idée que se font des directeurs commerciaux des goûts du public. »
Le 19 septembre 1916, Cook loue un théâtre au 139 Macdougal Street à New York, que les joueurs surnomment « The Playwright's Theatre ».
Les joueurs développent un modèle dans lequel ils présentent un programme de trois nouvelles pièces en un acte toutes les deux semaines sur une saison de 21 semaines.
La première saison à New York en 1916-1917 présente neuf programmes entre novembre et mars, dont trois nouvelles pièces de O'Neill, incluant une reprise de Bound East pour Cardiff . D'autres pièces ont été jouées par Neith Boyce, Susan Glaspell, Floyd Dell, Rita Wellman et Harry Kemp. La metteuse en scène Nina Moise rejoint la troupe à son tour.
Au cours de la saison 1917-18, Edna St. Vincent Millay et sa sœur Norma rejoignent la troupe en tant qu’actrices. La saison comprend trois nouvelles pièces d'O'Neill, trois de Glaspell et une première pièce complète, The Athenian Women, écrite par George Cram Cook.
Au cours de la saison 1918-19, les Players déménagent au 133, rue Macdougal et appellent leur théâtre la Provincetown Playhouse.
Les Players sont d’abord un groupe amateur et interdisent d’abord aux critiques de se rendre à leurs représentation, dans l'espoir de protéger leur nature expérimentale. Mais à New York, certains membres commencent à considérer leurs programmes comme des succès ou des échecs. La troupe vote enfin pour permettre aux critiques de participer aux représentations, même si certains membres fondateurs considèrent ce moyen d'évaluation comme une violation de la mission libertaire des Players. À la fin de la troisième saison à New York, Cook et Glaspell décident de prendre une année sabbatique (1919–20). Pendant leur absence, le théâtre est supervisé par Mary Eleanor Fitzgerald et James Light.
La saison 1919-20 ("The Season of Youth")  comprend trois pièces de Djuna Barnes, deux d'Eugene O'Neill, Aria Da Capo d'Edna St. Vincent Millay et Three Travellers Watch A Sunrise de Wallace Stevens.

## Succès et évolution
The Emperor Jones d’Eugene O'Neill ouvre la saison 1920-21 et rencontre un grand succès. Le casting est dirigé par Charles Gilpin, qui est le premier acteur professionnel afro-américain à jouer avec une compagnie principalement blanche aux États-Unis. Dans le New York Times, Alexander Woollcott déclare que The Empereur Jones est "une étude extraordinairement frappante et dramatique de la peur panique".
Cook utilise la production de l'Empereur Jones pour plaider en faveur d'une innovation scénique majeure, la construction d'un dôme dans le Playhouse sur le modèle des théâtres d'art européens. Le dôme utilise une « combinaison de courbures verticales et horizontales » comme surface réfléchissante pour représenter l'horizon et créer une plus grande sensation de profondeur qu'un cyclorama plat.
Après le succès de la pièce, certains membres des Players commencent à vouloir se produire à Broadway. La mission des Players est mise en danger quand, au cours de la saison 1921-22, The Hairy Ape de O'Neill, financée par le producteur commercial Arthur Hopkins, rencontre un grand succès populaire.
Le succès commercial affecte l'esprit collectif des joueurs de Provincetown. En raison de la pression croissante pour réussir en termes commerciaux, et sans nouveaux dramaturges dans l’équipe, Cook et Glaspell demandent à transformer les Princetown Players en entreprise afin d’en protéger le nom commercial. Ils partent en Grèce en 1922 et la troupe ne se produit pas pendant la saison 1922-23. Bien que Cook ait écrit à ses abonnés en promettant une saison commençant en octobre 1923, les Provincetown Players ne se produisent plus jamais.
En 1923, les principaux membres de la corporation des Provincetown Players votent la dissolution officielle de l’entreprise.

## Membres notables
- Djuna Barnes
- Theodore Dreiser
- Susan Glaspell
- Robert Edmond Jones
- Edna St. Vincent Millay
- Eugene O’Neill
- John Reed
- Louise Bryant
- Wallace Stevens
- Lena Madesin Phillips